# Gary Burton Quartet in Concert
Albums de Gary Burton
A Genuine Tong Funeral
(1968) Country Roads & Other Places
(1968)
Gary Burton in Concert est un album de jazz du vibraphoniste américain Gary Burton enregistré « live » le 23 février 1968 et commercialisé la même année.

## Liste des titres
| No | Titre              | Musique       | Durée |
| -- | ------------------ | ------------- | ----- |
| 1. | Blue Comedy        | Mike Gibbs    | 9:02  |
| 2. | The Sunset Bell    | Gary Burton   | 5:17  |
| 3. | Lines              | Larry Coryell | 3:06  |
| 4. | Wallter.L          | Gary Burton   | 6:36  |
| 5. | Wrong is right     | Larry Coryell | 6:14  |
| 6. | Dreams             | Gary Burton   | 5:49  |
| 7. | I want you         | Bob Dylan     | 3:06  |
| 8. | One, Two , 1-2-3-4 | Gary Burton   | 10:45 |

## Musiciens
- Gary Burton : Vibraphone
- Larry Coryell : Guitare
- Steve Swallow : Basse
- Bob Moses : Batterie